# 大学基準協会
公益財団法人大学基準協会（こうえきざいだんほうじん だいがくきじゅんきょうかい、英語：Japan University Accreditation Association, 略称：JUAA）は、東京都新宿区にある公益財団法人。大学等を対象とする機関別・専門分野別第三者認証評価機関。

## 概要
戦後まもなく学制改革が進行するなか「会員の自主的努力と相互的援助によってわが国における大学の質的向上をはかる」事を目的に設立された。大学基準をはじめ各種の基準を制定し、それらを適用して会員大学の認証評価（アクレディテーション）を行う。その結果は全て公表される。
2002年の改正学校教育法からは、大学等の高等教育機関は文部科学大臣の認証を受けた評価機関（認証評価機関）により7年以内の周期で評価を受けることが義務づけられたという背景がある。
現在300校程度の正会員大学（評価済み）と200校程度の賛助会員大学（未評価）が協会に加盟している。

## 沿革
- 1947年　新制大学の設立規準を制定する民間専門団体として国公私立大学46校が集まり結成された。
- 1959年　財団法人となる。
- 1996年　会員大学の相互評価を開始する。
- 2004年　大学の認証評価機関となる。
- 2007年　短期大学、法科大学院の認証評価機関となる。
- 2008年　経営系専門職大学院の認証評価機関となる。